# Anthomyzidae
Anthomyzidae – rodzina owadów z rzędu muchówek i podrzędu krótkoczułkich. Obejmuje ponad 100 gatunków. Takson kosmopolityczny. Należą tu smukłe muchówki, zwykle o wąskich i długich skrzydłach. Zasiedlają wilgotne łąki i lasy. Larwy żerują na martwej tkance i mikroorganizmach. Rozwijają się wewnątrz roślin, rzadziej w owocnikach grzybów.

## Opis

### Owad dorosły

Schemat użyłkowania skrzydła

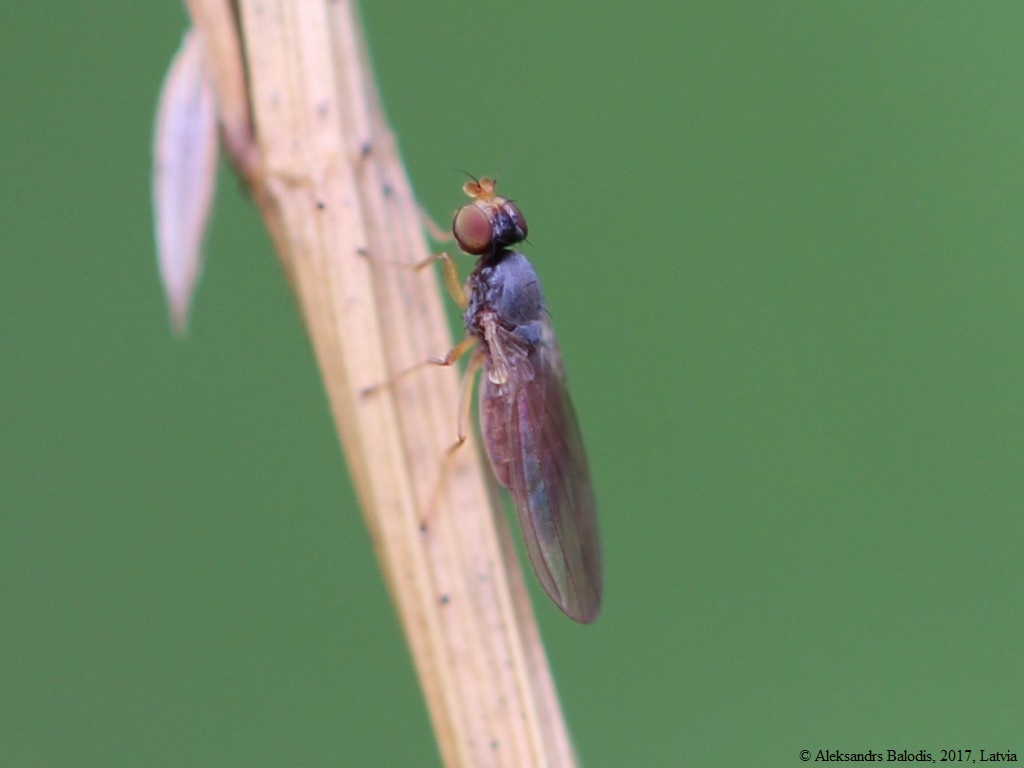
Anthomyza gracilis

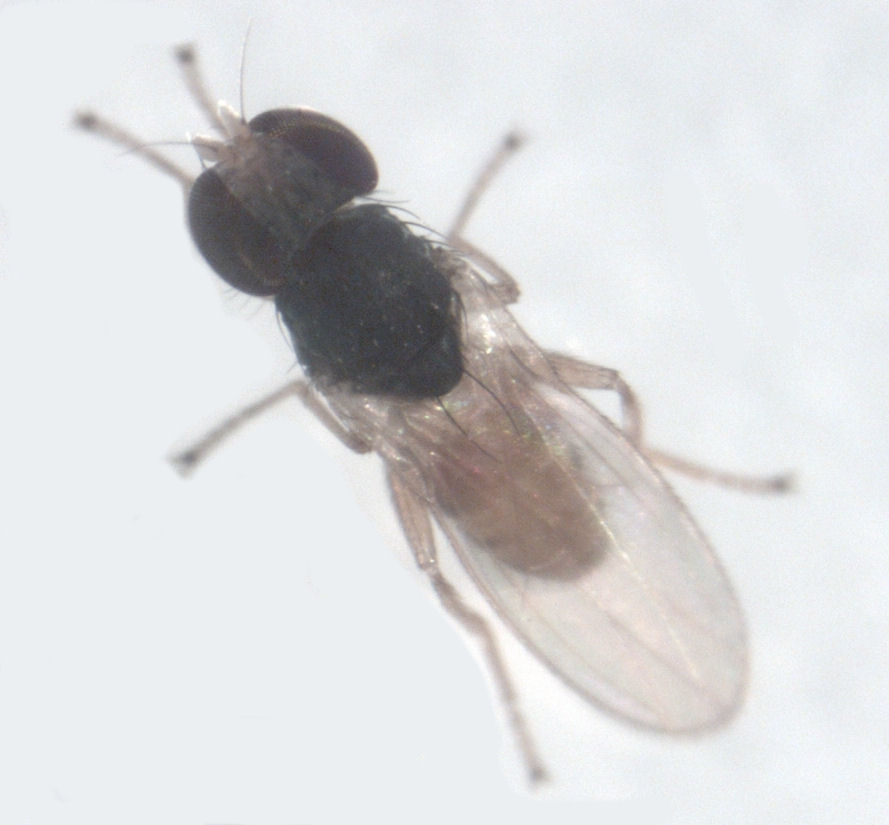
Zealantha thorpei

Muchówki o smukłym ciele długości od 1,3 do 4,5 mm, dość krótkich odnóżach i zwykle wąskich i długich skrzydłach, które jednak mogą być u niektórych gatunków skrócone lub zredukowane. Ubarwienie może być od żółtego po czarne. Głowę cechują duże oczy złożone o kształcie wąsko jajowatym lub prawie owalnym, małe przyoczka, płaski trójkąt oczny i mniej lub bardziej wypukła potylica. Na płytkach skroniowych umieszczone są 1–3 pary długich szczecinek orbitalnych górnych, dochodzących do przedniego brzegu czoła. Szczecinki zaciemieniowe są krótkie, nachylone do siebie, często skrzyżowane. Wibrysy są wyraźne, a szczecinki perystomalne krótkie. Na zapoliczkach występują po 1-2 dłuższe szczecinki. Czułki mają na drugim członie sterczącą szczecinkę, a na trzecim szereg stojących, delikatnych włosków.
Tułów jest nie szerszy od głowy. Na jego chetotaksję składają się: pojedyncze szczecinki barkowe, dwie pary szczecinek notopleuralnych, 1 lub 2 zaskrzydłowych, 1-3 szczecinek śródplecowych, 2-8 rządków drobnych szczecinek środkowych grzbietu wzdłuż szu, 2-3 szczecinki tarczkowe, 1–2 drobne szczecinki propleuralne, 1–2 sternopleuralne. Ponadto występować mogą: 1 para szczecinek przedszwowych, 1 para nadskrzydłowych i do kilku mezopleuralnych. Odnóża pozbawione są grzbietowych szczecinek przedwierzchołkowych na goleniach. Przezmianki są krótkie z dużymi główkami. Skrzydło ma wypukły przedni brzeg, dochodzącą do połowy komórki kostalnej żyłkę kostalną, słabą żyłkę subkostalną, długą żyłkę R2+3, biegnącą prawie równolegle do medialnej żyłkę R4+5, niezredukowaną komórkę kubitalną, zwykle zamkniętą komórkę postkubitalną oraz niekiedy rozdzielone komórki: dyskalną i bazalną.
Odwłok cechują duże tergity i wąskie sternity. Samiec ma prawie kuliste epandrium, ukryte przysadki odwłokowe, dobrze rozwinięte medandrium i połączony z nim gonostylus, ramkowante hypandrium zamknięte z tyłu przez transandrium i zlane z pregonitami oraz wolne postgonity. Edeagus samca tworzony jest przez fallofor i rozdwojony distiphallus. Samica ma nieparzysty zbiorniczek brzuszny w przedniej części komory genitalnej oraz parę spermatek o kształcie od kulistego do podłużnie gruszkowatego.

### Wcześniejsze stadia rozwojowe
Jaja są białawe do brudonożółtych, walcowate do szkatułkowatych ze zwężonymi końcami, mają od 0,6 do 1 mm długości i od 0,17 do 0,3 mm szerokości, przejrzysty chorion i położone przedwierzchołkowo mikropyle.
Larwy są przejrzyście białawe, w stadium trzecim osiągające od 3 do 5 mm długości. Ich ciało jest smukłe, walcowate, zaoptrzone w rzędy bardzo drobnych kolców na obu stronach segmentów odwłokowych. Płaty głowowe wyposażone są w listewki oralne i oddzielone wcięciem. Na segmencie przedtułowiowym znajdują się zakończone 3–6 palcowatymi papillami przetchlinki. Przetchlinki ostatniego segmentu odwłoka usytuowane są na szeroko rozstawionych, kikutowatych wyrostkach.
Puparium jest podłużnie owalne, z tyłu słabiej zwężone niż z przodu, o wymiarach od 2,2 do 3,3 mm długości i od 0,6 do 0,8 mm szerokości, w stanie pustym żółte do brązowawożółtego. 

## Ekologia i występowanie
Większość gatunków zasiedla wilgotne łąki, mokradła i bagna. Inne występują w lasach liściastych i mieszanych z bujnie rozwiniętą roślinnością zielną runa. Bionomia larw jest słabo poznana, ale dostępne dane wskazują, że są one saprofagami lub mikrosaprofagami żerującymi na martwej materii roślinnej i mikroorganizmach powodujących jej rozkład. Spotyka się je w łodygach i liściach traw, sitowatych, ciborowatych i pałkowatych. Niektóre gatunki leśne żerują we wnętrzu roślin dwuliściennych oraz owocników grzybów. Żerujące larwy nie powodują uszkodzeń roślin żywicielskich lub też uszkodzenia te są niewielkie.
Przedstawiciele rodziny zasiedlają wszystkie krainy zoogeograficzne. W Palearktyce stwierdzono do 2006 roku 42 gatunki. Z Polski do 2001 wykazano 11 gatunków (zobacz: Anthomyzidae Polski). Faunę afrotropikalną szacuje się na około 90 gatunków, nearktyczną około 40 gatunków. Do 2010 z krainy neotropikalnej wykazano tylko 7 gatunków.

## Systematyka
Analizy filogenetyczne wskazują, że Anthomyzidae stanowią grupę siostrzaną dla niżnicowatych. Na monofiletyzm Anthomyzidae wskazuje kilkanaście synapomorfii. Dotychczas opisano ponad 100 gatunków, ale ich faktyczna liczba może być czterokrotnie większa. Grupuje się je w 2 podrodzinach i 23 rodzajach:
- podrodzina: †Protanthomyzinae Roháček, 1998
  - †Protanthomyza Hennig, 1965
- podrodzina: Anthomyzinae Czerny, 1903
  - Amygdalops Lamb, 1914
  - Anagnota Becker, 1902
  - Anthomyza Fallén, 1810
  - Apterosepsis Richards, 1962
  - Arganthomyza Roháček, 2009
  - Barbarista Roháček, 1993
  - Carexomyza Roháček, 2009
  - Cercagnota Roháček & Freidberg, 1993
  - Chamaebosca Speiser, 1903
  - Epischnomyia Roháček, 2006
  - Fungomyza Roháček, 1999
  - †Grimalantha Roháček, 1998
  - Ischnomyia Loew, 1863
  - Margdalops Roháček & Barraclough, 2003
  - Mumetopia Melander, 1913
  - Paranthomyza Czerny, 1902
  - Receptrixa Roháček, 2006
  - Santhomyza Roháček, 1984
  - Stiphrosoma Czerny, 1928
  - Typhamyza Roháček, 1992
  - Zealantha Roháček, 2007